# (7066) Nessus
(7066) Nessus és un cos menor pertanyent als centaures descobert per l'equip del Spacewatch el 26 d'abril de 1993 des de l'Observatori Nacional de Kitt Peak, als Estats Units d'Amèrica.

## Designació i nom
Nessus es va designar al principi com 1993 HA2.
Posteriorment, en 1997, va rebre el seu nom en referència a Nessos, un personatge de la mitologia grega.

## Característiques orbitals
Nessus orbita a una distància mitjana del Sol de 24,47 ua, i pot apropar-se fins a 11,76 ua i allunyar-se'n fins a 37,19 ua. La seva inclinació orbital és 15,66 graus i l'excentricitat 0,5195. Triga a completar una òrbita al voltant del Sol 121,1 anys. El moviment de Nessus sobre el fons estel·lar és de 0,00814 graus per dia.

## Característiques físiques
La magnitud absoluta de Nessus és 9,6.